# I Universiade
La I Universiade estiva si svolse a Torino, in Italia, dal 26 agosto al 7 settembre 1959.

## Sport
- Atletica leggera (dettagli)
- Pallacanestro (dettagli)
- Pallavolo (dettagli)
- Pallanuoto (dettagli)
- Scherma (dettagli)
- Nuoto (dettagli)
- Tennis (dettagli)

## Impianti
Per la I Universiade, vennero utilizzati i seguenti impianti sportivi. La capacità degli impianti è riferita al periodo dei giochi.
| Città  | Impianto                            | Capacità | Sport                 |
| ------ | ----------------------------------- | -------- | --------------------- |
| Torino | Circolo della Stampa                | 5 000    | Tennis                |
| Torino | Collegio Universitario              | -        | Pallacanestro         |
| Torino | Stadio Comunale                     | 65 000   | Cerimonia di apertura |
| Torino | Stadio Comunale                     | 65 000   | Cerimonia di chiusura |
| Torino | Stadio Comunale                     | 65 000   | Atletica leggera      |
| Torino | Stadio Comunale (campo adiacente)   | -        | Pallavolo             |
| Torino | Stadio Comunale (piscina adiacente) | 800      | Nuoto                 |
| Torino | Stadio Comunale (piscina adiacente) | 800      | Pallanuoto            |
| Torino | Torino Esposizioni                  | -        | Pallacanestro         |
| Torino | Torino Esposizioni                  | -        | Scherma               |

## Medagliere
Nazione ospitante 
| Pos.   | Nazione          |    |    |    | Tot. |
| ------ | ---------------- | -- | -- | -- | ---- |
| 1      | Italia           | 18 | 10 | 10 | 38   |
| 2      | Unione Sovietica | 11 | 8  | 5  | 24   |
| 3      | Germania Ovest   | 6  | 9  | 10 | 25   |
| 4      | Ungheria         | 6  | 5  | 2  | 13   |
| 5      | Francia          | 4  | 2  | 8  | 14   |
| 6      | Regno Unito      | 3  | 6  | 1  | 10   |
| 7      | Jugoslavia       | 3  | 3  | 2  | 8    |
| 8      | Cecoslovacchia   | 2  | 5  | 5  | 12   |
| 9      | Giappone         | 2  | 2  | 3  | 7    |
| 10     | Romania          | 2  | 1  | 2  | 5    |
| 11     | Polonia          | 1  | 5  | 7  | 13   |
| 12     | Bulgaria         | 1  | 1  | 1  | 3    |
| 12     | Grecia           | 1  | 1  | 1  | 3    |
| 14     | Germania Est     | 0  | 1  | 0  | 1    |
| 14     | Svizzera         | 0  | 1  | 0  | 1    |
| 16     | Belgio           | 0  | 0  | 1  | 1    |
| 16     | Paesi Bassi      | 0  | 0  | 1  | 1    |
| 16     | Spagna           | 0  | 0  | 1  | 1    |
| 16     | Svezia           | 0  | 0  | 1  | 1    |
| Totale | Totale           | 60 | 60 | 61 | 181  |